# Alicia (ópera)
Alicia es una ópera en dos actos con un libreto de José Ramón Enríquez puesto en metro músico por Federico Ibarra.

## Acción

### Acto Primero
Al abrirse el telón, surge una pequeña luz, reconcentrada, de la casa de la Gran Duquesa. Aparecen y desaparecen personajes. Todo se obscurece y solo quedan Alicia y la sonrisa creciente del Gato de Cheshire. El poderoso y enigmático personaje la introduce a este mundo maravilloso y hace mutis. Alicia comenta al público el extraño recorrido que realizó para llegar a ese lugar. En medio de su explicación irrumpe en escena el Conejo Blanco, quien, de manera fugaz, nos habla de la Reina de Corazones, luego desaparece e inmediatamente llegan la Gran Duquesa, Tewweledum y Tewwdledee, quienes viven persiguiendo a un niño que se convirtió en cerdo. Alicia contempla horrorizada la violenta escena y a partir de este momento su confusión aumentará. La Gran Duquesa y sus secuaces van tras del cerdo. Entra la Falsa Tortuga y el mitológico personaje del Grifo. La Falsa Tortuga sufre por estar condenada a hervir eternamente en la sopera como sopa de tortuga y el Grifo pondera de manera pasional las virtudes de dicho platillo. Alicia toma conciencia de que está perdida, y cuando su angustia llega al clímax aparece el Gato de Cheshire quien la conduce a su primera entrevista con la Oruga. Este inesperado encuentro causa en Alicia un remolino, que la arrastra hasta una playa donde tendrá una divertida y frenética escena con el Ratón y el pájao Dodó. Cuando cree que todo terminará de manera estupenda, su falta de comprensión de este mundo provoca el caos entre los personajes de la playa y nuevamente se queda sola. Aparece la Oruga y le pide que recite el poema Guillermo el venerable . Ella lo hace pero las palabras se confunden en su boca y el resultado es un disparatado conjunto de versos. Alicia se desconcierta y comenta que realmente ya no sabe qué hacer. Nuevamente irrumpe el misterioso Gato de Cheshire, quien la conduce a la escena del Sombrerero Loco, la Liebre de Marzo y el Lirón. Alicia es violentamente rechazada por los tres personajes que toman el té de las cinco en punto y una vez más termina sola en medio del escenario. De manera brillante el primer acto se cierra con una intervención coral.

### Acto Segundo
Un grupo de cartas pintan de rojo las rosas blancas. Alicia, divertida, se une a la acción. Aparece nuevamente la Gran Duquesa con Tweedledum y Tweedledee, quienes ahora hostigan a la protagonista. En el momento en que la agresión aumenta de tono,y Alicia se encuentra más desconcertada, se escuchan unas fanfarias que anuncian la llegada de la Reina de Corazones acompañada por el Rey y el Conejo Blanco. El terror se apodera de todos los presentes, ya que la brutal Reina manda cortar las cabezas de la Gran Duquesa, Tweedledum, Tweedledee y de los pintores. Inesperadamente la Reina dulcifica su comportamiente y quiere llevar a Alicia a presenciar un juego estrambótico de croquet. Aparece el Gato de Cheshire, quien le lanza una irreverente trompetilla. La enfurecida monarca intenta cortar la cabeza del Gato de Cheshire, pero es aquí donde él demuestra su verdadero poder, ya que lejos de ser ajusticiado, expulsa a los reyes y a la corte. El Gato de Cheshire invita a Alicia a que observe una danza de langostas. 
El baile se convierte en una escena frenética donde ella recita una fábula. La Falsa Tortuga y el Grifo bailan a otro ritmo y las langostas comienzan a agredirse. La escena culmina con la aparición de la Oruga, quien avisa a Alicia que ha llegado a la casilla donde habita el temible Jabberwock, y se prepara para combatirlo. El Grifo, la Falsa Tortuga, el Gato de Cheshire y la Oruga la acompañan durante su aventura. Alicia triunfa en el lance y es conducida victoriosamente a que le corten la cabeza. Quiere rebelarse ante tal injusticia pero nada evita que sea enjuiciada por la Reina de Corazones y un supuesto jurado encabezado por el Conejo Blanco. Cuando parece que su fin es irremediable, se libera de sus ataduras y propicia el caos entre toda la corte. La confusión es total. Los personajes tartan de huir de su furia, y en el momento menos esperado derroca violentamente a la Reina de Corazones. Todo vuelve a la normalidad y la obra termina con el Gato de Cheshire adentrándose y conduciendo a Alicia a un sueño más profundo.

## = Libreto === Datos históricos
La ópera de Federico Ibarra es la segunda de un compositor mexicano que trata el tema de Alicia. La primera es de Eduardo Mata, que no se ha estrenado. Ambas obras se suman a un conjunto de óperas con temática infantil escritas en México. De ese conjunto deben mencionarse El pequeño príncipe del propio Federico Ibarra, El conejo y el coyote de Víctor Rasgado, Big Klaus and little Klaus y Pinocho, ambas de Mario Stern, e Hilitos de oro de César Tort.

### Reparto del estreno
La obra se estrenó de modo fragmentario el 26 de marzo de 1991 en el Ex Templo de Santa Teresa la Antigua. Los personajes principales fueron interpretados por 
* Alicia: Delia Casanova
* El conejo blanco: Rafael Rojas
* El gato de Cheshire: Raúl Hernández
* La reina de corazones: Ana Gloria Bastida
* El rey de corazones: Luis Miguel Lombana
| Papel              | Tesitura      | Estreno mundial de la puesta en escena 9, 11 y 3 de julio de 1995 Teatro Palacio de Bellas Artes Coro y orquesta del Teatro de Bellas Artes Dirección escénica: Luis Miguel Lombana Director concertador: Eduardo Díazmuñoz) |  |
| ------------------ | ------------- | --- |  |
| Alicia             | actriz        | Marta Aura |  |
| CONEJO BLANCO      | Tenor         | Ricardo Bernal |  |
| GATO DE CHESHIRE   | Tenor         | Raúl Hernández |  |
| REINA DE CORAZONES | Soprano       | Violeta Dávalos |  |
| GRAN DUQUESA       | Mezzo-Soprano | Grace Echauri |  |
| TORTUGA            | Soprano       | Silvia Rizo |  |
| GRIFO              | Barítono      | Ricardo Santín |  |
| ORUGA              | Barítono      | Genaro Sulvarán |  |
| SOMBRERO LOCO      | Tenor         | Rafael Sevilla |  |
| TWEEDLEDEE         | Tenor         | René Velázquez |  |
| TWEEDLEDUM         | Tenor         | Jorge Alejandro Suárez |  |
| REY DE CORAZONES   | Barítono      | Roberto Gómez Aznar |  |
| LIEBRE DE MARZO    | Barítono      | Arturo López Castillo |  |
| LIRÓN              | Barítono      | Gerardo Castillo |  |
| PÁJARO DODÓ        | Bajo-barítono | Noé Colín |  |
| RATÓN              | Tenor         | José Luis Eleazar. |  |

### Recepción
Obra compuesta con el apoyo de CONACULTA.
Accésit al V Premio Jacinto Guerrero a la mejor obra de Teatro Lírico 1991, Madrid, España. La obra se estrenó inicialmente de modo fragmentario en un concierto dado en la ex-iglesia Santa Teresa la Antigua, en el Centro Histórico de la Ciudad de México. La ópera fue luego estrenada de modo complete en el Palacio de Bellas Artes. La crítica especializada alabó de modo encomiástico la obra y la producción del estreno se ha repuesto varias veces en el mismo escenario. El 26 y 27 de noviembre de 2008 se realiza una nueva producción de la ópera ahora en el Teatro Ocampo de Morelia en el marco de la vigésima edición del Festival Internacional de Música Bernal Jiménez.
Reposición (2001): Teatro del Palacio de Bellas Artes (diciembre 2, 4 y 6).ALICIA: Elena de Haro (actriz), GATO de CHESHIRE: Dante Lorenzo Alcalá, CONEJO BLANCO: Mauricio Esquivel, ORUGA: Armando Gama, REINA de CORAZONES: Celia Gómez, GRAN DUQUESA: Mayte Cervantes, TORTUGA: Ana Luisa Méndez, GRIFO: Martín Luna, SOMBRERERO LOCO: Rafael Sevilla, TWEEDLEDEE: Sebastián Rosas, TWEEDLEDUM: Jorge Alejandro Suárez, LIRÓN: Sergio Meneses, REY de CORAZONES: Roberto Aznar, PÁJARO DODÓ: Daniel Cervantes, LIEBRE de MARZO: Gualberto Esquivel, RATÓN: José Luis Eleazar, clavecinista: José Ángel Rodríguez.
Dirección escénica: Luis Miguel Lombana
Escenografía e iluminación: Laura Rode
Director concertador: Eduardo Díazmuñoz
Orquesta y Coro del Teatro de Bellas Artes
- Nueva producción de la ópera (26 y 27 de noviembre de 2008, Teatro Ocampo de Morelia en el marco de la vigésima edición del Festival Internacional de Música Bernal Jiménez)

Alicia: Edwarda Gurrola; El conejo blanco: Edgar Villalva; El gato de Cheshire: José Luis Eleazar; La reina de corazones: Zayra Ruíz; La oruga: Germán Olvera; La gran duquesa: Ivon Pino; La falsa tortuga: Cynthia Sánchez, Liliana Aguilasocho; El grifo: Jorge Álvarez; El sombrerero loco: Iván López Reynoso; Tweedledee: Jaime Castro; Tweedledum: Octavio Ramírez; El rey de corazones: José Carlos Santillán; El pájaro dodó: Carlos Barajas; El ratón: Omar Nieto; Coro y orquesta del Conservatorio de las Rosas; Director Concertador: Jean-Paul Penin; Director de Escena: Raúl Falcó; Director de Coros: Jorge Medina Leal; Directora del taller de Ópera: Thusnelda Nieto; Escenógrafo y proyecciones: Rafael Blásquez; Iluminación: César Guerra; Maquillaje y coreografía: María Villalonga

## Literatura complementaria
* Diccionario de la música española e hispanoamericana (DMEH), obra auspiciada por la Sociedad General de Autores y Editores (SGAE) y por el Instituto Nacional de las Artes Escénicas y de la Música (INAEM) del Ministerio de Educación, Cultura y Deporte de España.
* Gabriel Pareyón: Diccionario de Música en México. México: Secretaría de Cultura de Jalisco 1995.
* Octavio Sosa: Diccionario de la opera mexicana. México: CNCA 2003.